# Félix Lecoy
Félix Lecoy, né le 23 décembre 1903 à Tunis en Tunisie et mort le 23 novembre 1997 à Paris, France  est un philologue et universitaire français, professeur de langue et littérature françaises du Moyen Âge au Collège de France (1947-1974), membre de l'Institut, Académie des inscriptions et belles-lettres (élu en 1966). Il est également l’éditeur de textes médiévaux comme le Chevalier au barisel, Guillaume de Dole, Le Roman de Renart Branche XX et dernière ainsi que l’auteur de nombreux articles pour la revue Romania.

## Biographie
Félix Lecoy, né à Tunis le 23 décembre 1903, est un ancien élève de l’École normale supérieure qu’il rejoint en 1923 dans la promotion de Jean Cavaillès et Étienne Dennery. Agrégé de grammaire en 1926, il est nommé professeur au lycée de Tunis en 1927; puis au lycée d’Alger en 1933. En 1938 il obtient un doctorat ès lettres à la suite de ses recherches sur le Libro de Buen Amor, de Juan Ruiz, archiprêtre de Hita et sur la Bible au seigneur de Berzé. De 1938 à 1944, il est maître de conférences à la faculté des lettres de Dijon.
Il entre au Collège de France en 1947 pour y occuper la chaire de langue et littérature française du Moyen Âge, succédant ainsi à Mario Roques. La même année, il est nommé directeur d'études en philologie romane à l'École pratique des hautes études, ainsi qu’administrateur de la Société des anciens textes français. Il quittera l'École pratique des hautes études en 1973 et le Collège de France en 1974. Il est membre, aussi, du conseil de perfectionnement de l’École des chartes (1959),, du CNRS (1961),, du Comité des travaux historiques et scientifiques (1962),, du comité de direction de l’Institut de recherche et d'histoire des textes (1962), et du conseil scientifique de la Casa de Velázquez (1962),. Il est élu membre de l’Académie des inscriptions et belles-lettres en 1966.

## Publications
Félix Lecoy est tout d’abord un éditeur de textes, sa thèse sur le Libro de buen amor de Juan Ruiz restant son seul ouvrage critique. Il écrit de nombreux articles pour la revue Romania dont il prend la direction en 1961. À partir de cette même année, il est aussi directeur de la collection Les classiques français du Moyen âge pour les éditions H. Champion.
- Félix Lecoy, Recherches sur le "Libro de buen amor" de Juan Ruiz, archiprêtre de Hita (Fac-sim. de l'éd. de Paris, 1938), Genève, Slatkine reprints, 1998, 374 p., 374 p. ; 24 cm (ISBN 2-05-101679-8, BNF 36973144)
- Hugues de Berzé et Félix Lecoy (Éditeur scientifique), La "Bible" au seigneur de Berzé : Édition critique d'après tous les manuscrits connus, Paris, E. Droz, 1938, 68 p. ; gr. in-8 (BNF 32263654)
- Félix Lecoy (Éditeur scientifique), Le chevalier au barisel : conte pieux du XIIIe siècle, éd. d'après tous les manuscrits connus, Paris, H. Champion, coll. « Les classiques français du Moyen âge » (no 82), 1955, XXVI-54 p. ; 18 cm (ISSN 0755-1959, BNF 33298970)
- Jean Renart et Félix Lecoy (Éditeur scientifique), Le roman de la rose ou de Guillaume de Dole, Paris, H. Champion, coll. « Les classiques français du Moyen âge » (no 91), 1962, XXX-235 p. ; 18 cm (ISSN 0755-1959, BNF 33056221)
- Guillaume de Lorris, Jean de Meung et Félix Lecoy (Éditeur scientifique), Le roman de la rose : Tome I, Vers 1-8226, Paris, H. Champion, coll. « Les classiques français du Moyen âge » (no 92), 1965, LXIII-295 p. ; 19 cm (ISSN 0755-1959, BNF 33056200)
- Guillaume de Lorris, Jean de Meung et Félix Lecoy (Éditeur scientifique), Le roman de la rose : Tome II, Vers 8227-16698, Paris, H. Champion, coll. « Les classiques français du Moyen âge » (no 95), 1966, XLII-305 p. ; 19 cm (ISSN 0755-1959, BNF 33056201)
- Guillaume de Lorris, Jean de Meung et Félix Lecoy (Éditeur scientifique), Le roman de la rose : Tome III, Vers 16699-21750, Paris, H. Champion, coll. « Les classiques français du Moyen âge » (no 98), 1970, XXVIII-279 p. ; 19 cm (ISSN 0755-1959, BNF 35427461)
- Chrétien de Troyes et Félix Lecoy (Éditeur scientifique), Le conte du Graal : Perceval, Paris, H. Champion, coll. « Les classiques français du Moyen âge » (no 100, 103), 1972-1975, 2 vol. (187,168 p.) ; 19 cm (ISSN 0755-1959, BNF 34549298)
- Gianni Mombello (préf. Félix Lecoy), Les Avatars de «talentum» : recherches sur l'origine et les variations des acceptions romanes et non romanes de ce terme, Turin, Società editrice internazionale, coll. « Biblioteca di studi francesi » (no 5), 1976, XII-423 p. ; 25 cm (ISSN 0519-6434, BNF 35289744)
- Jean Renart et Félix Lecoy (Éditeur scientifique), Le lai de l'ombre, Paris, H. Champion, coll. « Les classiques français du Moyen âge » (no 104), 1979, 104 p., XX-66 p. ; 19 cm (ISBN 2-85203-071-3, ISSN 0755-1959, BNF 34619283)
- Jean Renart et Félix Lecoy (Éditeur scientifique), Le roman de la Rose ou de Guillaume de Dole, Paris, H. Champion, coll. « Les classiques français du Moyen âge » (no 91), 1979, 1 vol. (XXIX-231 p.) ; 19 cm (ISBN 2-85203-027-6, ISSN 0755-1959, BNF 37373455)
- Félix Lecoy (Éditeur scientifique), La vie des Pères, Paris, Société des anciens textes français, coll. « Publications de la Société des anciens textes français », 1987, 361 p., 23 cm (ISBN 2-906867-14-4, ISSN 0768-4991, BNF 36132978)
- Félix Lecoy, Mélanges de philologie et de littérature romanes, Genève, Droz, coll. « Publications romanes et françaises » (no 181), 1988, 1 vol. (639 p.) ; 24 cm (ISSN 0079-7812, BNF 34948024)
- Thomas d'Angleterre et Félix Lecoy (Éditeur scientifique), Le roman de Tristan, Paris, H. Champion, coll. « Les Classiques français du Moyen Âge » (no 113), 1991, 1 vol. (174 p.) ; 19 cm (ISBN 2-85203-216-3, ISSN 0755-1959, BNF 37401290)
- Félix Lecoy (Éditeur scientifique), Les deux poèmes de "La Folie Tristan", Paris, H. Champion, coll. « Les classiques français du Moyen âge » (no 116), 1994, 101 p., 101 p. ; 19 cm (ISBN 2-85203-423-9, ISSN 0755-1959, BNF 35751099)
- Félix Lecoy (Éditeur scientifique), Le Roman de Renart. Branche XX et dernière, Renart empereur. : d'après la copie de Cangé, Paris, H. Champion, coll. « Les Classiques français du Moyen âge » (no 132), 1999, 153 p., 153 p. : couv. ill. ; 18 cm (ISBN 2-7453-0024-5, ISSN 0755-1959, BNF 36974445)

Quelques articles remarquables pour la revue Romania, :
- « Le chronicon novaliciense et les légendes épiques », Romania, vol. LXVII,‎ 1942, p. 1-52
- « Pour la chronologie d'Hugues de Berzé », Romania, vol. LXVII,‎ 1942, p. 243-254
- « Guillaume de Saint-André et son jeu d'échecs moralisé », Romania, vol. LXVII,‎ 1943, p. 491-503
- « Étymologies espagnoles », Romania, vol. LXVIII,‎ 1944, p. 1-17
- « L'ancien français a la forclose », Romania, vol. LXVIII,‎ 1944, p. 157-168
- « Le Dit de l'espervier », Romania, vol. LXIX,‎ 1947, p. 528-533
- « L'ancien français plus noir que fros ; étymologie du français freux « sorte de corbeau » », Romania, vol. LXX,‎ 1948, p. 145-162
- « Notes de lexicographie française », Romania, vol. LXX,‎ 1949, p. 332-354
- « Le Dit de l'espervier (complément) », Romania, vol. LXX,‎ 1949, p. 408-409
- « Étymologie du français freux : réponse à M. Gamillsheg », Romania, vol. LXXI,‎ 1950, p. 252-261
- « Encore un manuscrit du Petit Artus de Bretagne », Romania, vol. LXXIII,‎ 1952, p. 241
- « Un témoignage anglais sur la Visitatio Sepulcri », Romania, vol. LXXIII,‎ 1952, p. 502-506
- « Le « Val Soison » dans Garrin le Lorrain », Romania, vol. LXXIII,‎ 1952, p. 506-508
- « L'ancien français escoeceor « adultère » », Romania, vol. LXXIV,‎ 1953, p. 103-104
- « Sur la date du Mors de la Pomme », Romania, vol. LXXIV,‎ 1953, p. 507-511 et 552-554
- « Espagnol alrededor, discussion », Romania, vol. LXXV,‎ 1954, p. 249-254
- « Les mots d'origine burgonde dans le Girart de Roussillon », Romania, vol. LXXV,‎ 1954, p. 289-315
- « Un épisode du Prothesilaus et le conte du mari trompé », Romania, vol. LXXVI,‎ 1955, p. 477-518
- « L'ancien français crouiere « pie-grièche » », Romania, vol. LXXVII,‎ 1956, p. 85-87
- « L'ancien français cince, italien cencio, « chiffon, guenilles » », Romania, vol. LXXVII,‎ 1956, p. 331-337
- « Sur Gerbert de Metz, lieux et date », Romania, vol. LXXVII,‎ 1956, p. 417-435
- « Sur les représentants modernes de l'ancien français cince « chiffon » et sur le français régional chinchée « petite quantité » et l'italien zinzino, même sens », Romania, vol. LXXVIII,‎ 1957, p. 234-242
- « Sur les vers 1461-1462 du Tristan de Beroul », Romania, vol. LXXX,‎ 1959, p. 82-85
- « Sur les vers 4149/4139 du Guillaume de Dole », Romania, vol. LXXX,‎ 1959, p. 253-254
- « Note sur le texte ou l'interprétation de quelques vers du Testament de Villon », Romania, vol. LXXX,‎ 1959, p. 493-514
- « De l'amor que Dex a a home, poème religieux du XIIIe siècle », Romania, vol. LXXXI,‎ 1960, p. 199-240
- « L'ancien français reechier « transvaser, soutirer (du vin), tirer au clair » », Romania, vol. LXXXI,‎ 1960, p. 380-386
- « Sur quelques passages difficiles du Guillaume de Dole », Romania, vol. LXXXII,‎ 1961, p. 244-260
- « Sur la date du Guillaume de Dole », Romania, vol. LXXXII,‎ 1961, p. 379-402
- « Note sur le fabliau du Prêtre au Lardier », Romania, vol. LXXXII,‎ 1961, p. 524-535
- Félix Lecoy et E. Brayer, « Fragment d'un nouveau manuscrit de la première continuation du Perceval de Chrétien », Romania, vol. LXXXIII,‎ 1962, p. 400-407
- « À propos du fabliau du Prêtre au Lardier », Romania, vol. LXXXIII,‎ 1962, p. 407-408
- « Sur un passage difficile de Rutbeuf (Chanson des ordres, v. 49-50) », Romania, vol. LXXXV,‎ 1964, p. 368-372
- « Sur un passage délicat du Roman de la Rose (v. 5532 de l'éd. Langlois) », Romania, vol. LXXXV,‎ 1964, p. 372-376
- « Meain et forain dans le Roman de Brut », Romania, vol. LXXXVI,‎ 1965, p. 118-122
- « L'épisode du harpeur d'Irlande et la date des Tristan de Beroul et de Thomas », Romania, vol. LXXXVI,‎ 1965, p. 638-646
- « Une mention du roman de la Rose au XVIe siècle », Romania, vol. LXXXVII,‎ 1966, p. 119-120
- « Un nouvel exemple d'ancien français fure, lat. fuerat », Romania, vol. LXXXVII,‎ 1966, p. 413-414
- « Sur la date du Roman de la Rose », Romania, vol. LXXXIX,‎ 1968, p. 554-555
- « Farce et « jeu » inédits tirés d'un manuscrit de Barbentane », Romania, vol. XCII,‎ 1971, p. 145-199

## Distinctions
- 1939 : Prix Lagrange de l'Académie des inscriptions et belles-lettres pour son édition de la Bible du Seigneur de Berzé[2]
- 1954 : Chevalier de la Légion d'honneur [2],[4]
- 1966 : Prix Lagrange de l'Académie des inscriptions et belles-lettres pour son édition du roman de Jean Renart, Guillaume de Dole[2]